# Charlotte Maxeke
Charlotte Makgomo Maxeke (née Charlotte Makgomo Mannya, le 7 avril 1871 près de Pietersburg dans la république sud-africaine du Transvaal et morte à Johannesburg, Afrique du Sud le 16 octobre 1939) est une enseignante et une missionnaire sud-africaine, fondatrice et première présidente de la Ligue des femmes bantoues, une branche féminine rattachée au congrès national africain. Elle est également la première femme sinon l'une des premières femmes noires d'Afrique du Sud à être titulaire d'un diplôme d'études supérieures. 

## Biographie
Charlotte Mannya (ou Manye) est une pedi née en 1874 à Ramokgopa dans le nord du Transvaal. Son enfance se déroule cependant dans la région de Port Elizabeth, dans l'est de la colonie du Cap, où elle reçoit une éducation dispensée à l'école primaire de Uitenhage puis à l'école de la mission Edwards, où elle se montre douée en langues (anglais et néerlandais), mathématiques et en musique. Elle s'installe en 1885 à Kimberley où sa famille a déménagé en quête d'un emploi après la découverte des diamants. Charlotte Manye y devient enseignante. Chrétienne très pratiquante, elle s'inscrit avec sa sœur Katie à la chorale africaine du Jubilé ce qui lui permet de voyager, de visiter l'Angleterre (1896) et de se produire devant la reine Victoria (1897). A cette époque, Charlotte Manye découvre les suffragettes et assiste à des discours de Emmeline Pankhurst. Elle suit sa chorale aux États-Unis d'Amérique où elle décide de poursuivre des études supérieures à l'université de Wilberforce à Cleveland dans l'Ohio, une faculté contrôlée par l'Église épiscopale méthodiste africaine (AMEC). À l'université, elle suit les cours du militant panafricain W. E. B. Du Bois et un cursus destinée à faire d'elle une missionnaire en Afrique. C'est aussi à cette université qu'elle rencontre son mari, Marshall Maxeke un compatriote d'Afrique du Sud. Diplômée d'un baccalauréat en sciences de l'Université Wilberforce (1901), le couple revient en Afrique du Sud où ils se marient. Charlotte Maxeke est alors de fait l'une des premières femmes noires à être détentrice d'un diplôme d'études supérieures,,.
Fortement influencée par l'AMEC, Charlotte Maxeke organise à Johannesburg la fondation d'une mission locale puis s'installe à Dwaars River située dans la région de Pietersburg afin d'y établir une école. Cependant, faute de financement suffisant, celle-ci n'est pas achevée. Nonobstant, Maxeke et son mari fondent une école à Evaton dans le Witwatersrand puis enseignent et évangélisent dans d'autres régions d'Afrique du Sud, notamment au Thembuland dans le Transkei où Charlotte Maxeke a le privilège rare en tant que femme d'intégrer la cour du Roi Sabata Dalindyebo.
C'est cependant à Johannesburg que le couple Maxeke décident de s'installer durablement et où ils commencent, via les questions sociales liées à l'église, à s'impliquer dans le militantisme politique. Avec son mari, Charlotte Maxeke assiste notamment en 1912 à Bloemfontein à la fondation du Congrès national autochtone sud-africain (SANNC). Elle écrit également des articles liées aux droits des femmes dans la revue Umteteli wa Bantu et s'oppose en 1913 aux projets gouvernementaux de créer des laisser passer obligatoires pour les femmes noires. En 1918, elle fonde la Ligue des femmes bantoues de la SANNC. En tant que chef de cette organisation, elle dirige une délégation qui rencontre le Premier ministre Louis Botha pour discuter de la question des laissez-passer pour les femmes, que le gouvernement tente alors de réintroduire à l'agenda parlementaire. Elle participe  également à des manifestations au sujet des bas salaires et participe en 1920 à la formation de l'Union des travailleurs industriels et commerciaux (Industrial and Commercial Worker’s Union - ICU). Elle accepte également d'être agent de probation pour les délinquants mineurs et les jeunes délinquants majeurs ce qui lui vaudra, en 1925, de croiser la route de Hastings Kamuzu Banda, futur président du Malawi. A la demande du Ministère sud-africain de l'éducation, elle témoigne également devant plusieurs commissions gouvernementales sur des sujets liés à l'éducation et l'enseignement des populations autochtone.
Charlotte Maxeke participe à d'autres organisations et forums tels que le "Women's Reform Club" de Pretoria (une organisation multiraciale réclamant le droit de vote des femmes), le "Joint Council of Europeans and Bantus" et est élu présidente de la "Women's Missionary Society".
Veuve depuis 1928, Charlotte Maxeke meurt à l'âge de 68 ans à Johannesburg (octobre 1939). Elle est inhumée à Kliptown.

## Hommages
Le nom de Charlotte Maxeke a été donné à l'ancien hôpital général de Johannesburg, maintenant connu sous le nom d'hôpital Charlotte-Maxeke (en) (Charlotte Maxeke Johannesburg Academic Hospital).
Un sous-marin de la classe type 209 de la marine sud-africaine a été baptisé SAS Charlotte Maxeke.
À Pretoria, Mitchell street porte depuis 2012 le nom de Charlotte Maxeke street.
La fondation Charlotte Mannya-Maxeke Institute, fondée en 2017, promeut l'éducation des filles.